# 林璟
林璟（1418年—？），字繼文，福建福州府懷安縣人，明朝政治人物。

## 生平
景泰元年（1450年）庚午科福建鄉試第九名舉人，二年（1451年）聯捷辛未科二甲第五名進士。授監察御史，官至曹州同知。

## 家族
曾祖林天佑；祖父林原珪；父林順。